# Fred Zinnemann
Fred Zinnemann (Rzeszów, 1907. április 29. – London, 1997. március 14.) négyszeres Oscar-díjas amerikai filmrendező, aki számtalan kategóriában letette a névjegyét. Rendezett többek között thrillert, westernt, film noirt vagy színműből adaptált drámát.

## Élete

### Fiatalkora és kezdeti karrierje
1907. április 29-én született Rzeszówban. Zenész szeretett volna lenni, de jogot tanult. A Bécsi Egyetemen kezdett a figyelme a filmek felé fordulni, és lett később operatőr. Németországban számos más fiatal kezdővel dolgozott együtt, Billy Wilderrel és Robert Siodmakkal is, mielőtt az Egyesült Államokba ment volna filmművészetet tanulni.
Első játékfilmjére – Redes (1936) – a realista hangvétel volt jellemző. A produkció, melyet Mexikóban forgatták főleg amatőr színészekkel és a helyi lakosok asszisztálásával, az egyik legkorábbi példája a realista narratív filmeknek. Tény, hogy az 1930-as évek elején együtt dolgozott a dokumentarista Robert Flahertyvel, amit úgy foglalt össze, hogy „a legfontosabb esemény a szakmai pályafutásomban”.

### 1940-es évek
Egyik legkorábbi hollywoodi megbízatását a Nyugaton a helyzet változatlanban kapta statisztaként, de később elbocsátották a produkciótól, mert visszabeszélt Lewis Milestone rendezőnek. Miután némi sikerre tett szert rövidfilmekkel, két B kategóriás misztikus filmet készített (Eyes in the Night, Kid Glove Killer), majd 1944-ben jött az áttörése A hetedik kereszttel, Spencer Tracy főszereplésével. A Harmadik Birodalomban játszódó történet Anna Seghers azonos című regényén alapul. A produkció, hogy realisztikusabb legyen, kisebb szerepekben német politikai menekült színészek is láthatóak voltak.
A második világháború befejezésével jutott Zinnemann tudomására, hogy szüleit elvesztette a holokausztban. A Metro-Goldwyn-Mayerrel kötött szerződésével szintén elégedetlen volt, mert a stúdió nem engedte a kívánt filmeket megrendezni,helyettük olyan produkciókkal bízták meg, amelyek iránt nem sok érdeklődést tanúsított. Igaz, a Montgomery Clift főszereplésével készült The Search (1948) című háborús drámáért Oscar-díjra jelölték „legjobb rendező” kategóriában, ez biztosította helyét Hollywood meghatározó rendezői között. Ezt az Erőszakos cselekedet című film noir követte , melyben Van Heflin, Robert Ryan, Janet Leigh és Mary Astor voltak láthatók. A film készítéséről Zinnemann elárulta, hogy „nyugodt voltam, tudván, hogy pontosan mit akarok, és pontosan hogyan valósíthatom meg.”

### 1950-es évek
A kritikusok jól fogadták a Férfiak című munkáját, amelyben a szárnyait próbálgató Marlon Brando háborús veteránt alakított. A produkció számos jelenetét egy kaliforniai kórházban vették fel, ahol a betegeket alkalmazták statisztaként. A Férfiak volt egyben Marlon Brando első filmszerepe is.
Valószínűleg legismertebb munkája az 1950-es évekből a Délidő. A Gary Cooper főszereplésével készült western allegorikus politikai kommentárja a McCarthy-érának, valamint több helyen megtörte a western műfaj sablonos szabályait. A következő évben készítette el a Most és mindörökké című háborús drámát. A rendezőnek keményen meg kellett harcolnia Harry Cohn producerrel, hogy Montgomery Cliftre osszák Prewitt szerepét, habár a legnépszerűtlenebb időszakában lévő Frank Sinatra Zinnemann akarata ellenére került a produkcióba. A film végül nyolc Oscar-díjat nyert, köztük a legjobb rendezés díját.
1955-ben musicalt készített Oklahoma címmel, melyben a fiatal Shirley Jones debütált. Az évtizedet Egy apáca története (1959) című filmmel zárta Audrey Hepburnnel.

### 1960-as évek
A Csavargók (1960) című filmjét – az ausztrál vadonban játszódó történetben Robert Mitchum és Deborah Kerr alakít egy házaspárt – öt kategóriában is jelölték az Oscar-díjon: legjobb film, legjobb rendezés, legjobb forgatókönyv, legjobb női főszereplő és legjobb női mellékszereplő, de nem sikerült nyernie egyiben sem. A spanyol polgárháború után játszódó Behold a Pale Horse című filmje kritikai és anyagi szempontból is megbukott. Később Zinnemann elismerte, hogy a film „nem igazán állt össze.”
1966-ban viszont a szerencse mellészegődött az Egy ember az örökkévalóságnakkal. A Morus Tamás életéről szóló filmben Paul Scofield játszotta a főszerepet. A produkció hat Oscar-díjat nyert, és Zinnemannt is hozzájuttatta második legjobb rendezésért járó díjához.
Ezt követően az MGM azzal bízta meg, hogy készítsen filmet André Malraux francia író Emberi tényező című regényéből, de a forgatás 1969-ben megszakadt. A stúdió Zinnemannt tette felelőssé legalább egymillió dollár elköltéséért, amely része volt annak a három és fél millió dollárnak, melyet az előkészítő munkálatok emésztettek fel. Zinnemann válaszként beperelte az MGM-et, és hét évnek kellett eltelnie, hogy ismét kamera mögé álljon.

### 1970-es évek
Az Emberi tényező leállítása Zinnemann szerint „egy korszak vége és egy új kezdete volt, amikor ügyvédek és könyvelők kerültek a stúdiók élére a filmszakmabeliek helyére, és amikor egy kézfogás már nem ért semmit.” A Universal Pictures lehetőséget adott neki, hogy Frederick Forsyth bestsellerjéből elkészítse A Sakál napját. A thriller főszerepét játszó Edward Fox egy angol bérgyilkost alakított, aki azt a megbízást kapta, hogy ölje meg Charles de Gaulle francia elnököt. Zinnemannt kifejezetten érdekelte egy olyan film elkészítése, amelynek a végét már a közönség előre sejthette (a Sakál küldetése elbukik). A produkció zajos sikert aratott.
A Sakál napját a Lillian Hellman Pentimento című könyvén alapuló Júlia (1977) követte Jane Fondával és Vanessa Redgrave-vel. A filmet 11 Oscarra jelölték, melyből hármat kapott meg. Az átadóünnepségen hangzott el a szintén díjnyertes Vanessa Redgrave „cionista huligánoknak” címzett, többeket megbotránkoztató beszéde.

### 1980-as évek
Utolsó filmjét 1982-ben forgatta Svájcban Egy nyár öt napja címmel. A történet egy Sean Connery és Betsy Brantley alakította házaspárról szól akik a '30-as években az Alpokba utaznak vakációzni, ahol egy fiatal hegymászóoktató (Lambert Wilson) erősen megbolygatja kapcsolatukat. A produkció kritikai és kereskedelmi szempontból is csalódást hozott, habár évekkel később számos kritikus azon a meggyőződésen volt, hogy a film valójában alulértékelt.

### Utolsó évek és halála
Zinnemann erősen ellene volt annak a meggyőződésnek, hogy Hollywoodban a korosztály alapján ítéljék meg az embert. Egy történet szerint – bár ennek forrása megkérdőjelezhető – Zinnemannak az 1980-as évek során találkozója volt egy fiatal producerrel, megrökönyödésére a producer nem tudta, ki ő, annak ellenére, hogy négy Oscar-díja volt, és számos filmsikert rendezett. Amikor a fiatal producer tapasztalatlanul megkérdezte Zinnemannt, hogy eddig mit csinált pályafutása során, a rendező állítólag elegánsan úgy felelt vissza, hogy „persze, először te mondd, mit.” Erre a történetre többször hivatkoznak vissza Hollywoodban, amikor veterán filmesek olyan helyzetbe kerülnek, hogy mások nem ismerik munkáikat.
Zinnemann 90. születésnapja előtt másfél hónappal hunyt el szívinfarktusban, Londonban. A filmiparban betöltött helyének köszönhetően csillagja megtalálható a Hollywood Walk of Fame-en.

## Stílusa
Zinnemann összes munkáinak főszereplői magányos, elveikben elszigetelt emberek gyakran tragikus eseményekkel körülvéve. Filmjeiben aprólékosan dolgozott ki minden részletet, elképesztően jó érzéke volt a szereplőválogatáshoz, és nagy hangsúlyt fektetett karakterei erkölcsi dilemmáira.

## Filmrendezései
| Év   | Magyar cím                    | Eredeti cím                | Feladatkör  | Feladatkör  | Megjegyzések              |
| Év   | Magyar cím                    | Eredeti cím                | Rendező     | Producer    | Megjegyzések              |
| ---- | ----------------------------- | -------------------------- | ----------- | ----------- | ------------------------- |
| 1930 | Emberek vasárnap              | Menschen am Sonntag        | Részlegesen | Nem         | nincs feltüntetve         |
| 1936 |                               | Redes                      | Igen        | Nem         | forgatókönyvíró           |
| 1942 |                               | Kid Glove Killer           | Igen        | Nem         |                           |
| 1942 |                               | Eyes in the Night          | Igen        | Nem         |                           |
| 1944 | A hetedik kereszt             | The Seventh Cross          | Igen        | Nem         |                           |
| 1945 | Az óra                        | The Clock                  | Részlegesen | Nem         | nincs feltüntetve         |
| 1946 |                               | Little Mister Jim          | Igen        | Nem         |                           |
| 1947 |                               | My Brother Talks to Horses | Igen        | Nem         |                           |
| 1948 |                               | The Search                 | Igen        | Nem         |                           |
| 1949 | Erőszakos cselekedet          | Act of Violence            | Igen        | Nem         |                           |
| 1950 | Férfiak                       | The Men                    | Igen        | Nem         | Férfisors címen is ismert |
| 1952 | Délidő                        | High Noon                  | Igen        | Nem         |                           |
| 1952 |                               | The Member of the Wedding  | Igen        | Nem         |                           |
| 1953 | Most és mindörökké            | From Here to Eternity      | Igen        | Nem         |                           |
| 1955 | Oklahoma!                     | Oklahoma                   | Igen        | Nem         |                           |
| 1957 |                               | A Hatful of Rain           | Igen        | Nem         |                           |
| 1958 | Az öreg halász és a tenger    | The Old Man and the Sea    | Részlegesen | Nem         | nincs feltüntetve         |
| 1959 | Egy apáca története           | The Nun’s Story            | Igen        | Részlegesen | nincs feltüntetve         |
| 1960 | Csavargók                     | The Sundowners             | Igen        | Nem         |                           |
| 1964 |                               | Behold a Pale Horse        | Igen        | Részlegesen | nincs feltüntetve         |
| 1966 | Egy ember az örökkévalóságnak | A Man for All Seasons      | Igen        | Igen        |                           |
| 1973 | A Sakál napja                 | The Day of the Jackal      | Igen        | Nem         |                           |
| 1977 | Júlia                         | Julia                      | Igen        | Nem         |                           |
| 1982 | Egy nyár öt napja             | Five Days One Summer       | Igen        | Igen        |                           |

## Fontosabb díjai és jelölései
Oscar-díj
- 1944 jelölés: legjobb rendező - The Search
- 1952 díj: legjobb rövid dokumentumfilm - Benjy
- 1953 jelölés: legjobb rendező - Délidő
- 1954 díj: legjobb rendező - Most és mindörökké
- 1960 jelölés: legjobb rendező - Egy apáca története
- 1961 jelölés: legjobb film - Csavargók
- 1961 jelölés: legjobb rendező - Csavargók
- 1967 díj: legjobb film - Egy ember az örökkévalóságnak
- 1967 díj: legjobb rendező - Egy ember az örökkévalóságnak
- 1978 jelölés: legjobb rendező - Júlia

Golden Globe-díj
- 1954 díj: legjobb rendező - Most és mindörökké
- 1958 jelölés: legjobb rendező - A Hatful of Rain
- 1960 jelölés: legjobb rendező - Az apáca története
- 1961 jelölés: legjobb rendező - Csavargók
- 1967 díj: legjobb rendező - Egy ember az örökkévalóságnak
- 1974 jelölés: legjobb rendező - A Sakál napja
- 1978 jelölés: legjobb rendező - Júlia

BAFTA-díj
- 1960 jelölés: legjobb film bármilyen forrásból - Az apáca története
- 1968 díj: legjobb film bármilyen forrásból - Egy ember az örökkévalóságnak
- 1968 díj: legjobb brit film - Egy ember az örökkévalóságnak
- 1979 jelölés: legjobb rendező - Júlia

Cannes-i fesztivál
- 1954 jelölés: A Nemzetközi Filmfesztivál Nagydíja - Most és mindörökké

Velencei Nemzetközi Filmfesztivál
- 1948 jelölés: Nemzetközi Nagydíj - The Search
- 1951 jelölés: Arany Oroszlán - Teresa
- 1957 jelölés: Arany Oroszlán - A Hatful of Rain

## Fordítás
- Ez a szócikk részben vagy egészben  a   Zinnemann Fred című angol Wikipédia-szócikk fordításán alapul.  Az eredeti cikk szerkesztőit annak laptörténete sorolja fel. Ez a jelzés csupán a megfogalmazás eredetét és a szerzői jogokat jelzi, nem szolgál a cikkben szereplő információk forrásmegjelöléseként.

## További információ
- Fred Zinnemann a PORT.hu-n (magyarul)
- Fred Zinnemann az Internet Movie Database-ben (angolul)